# Ian Esslemont
 (juin 2024).
Œuvres principales
- Série La Voie de l'Ascendance

Ian C. Esslemont, né en 1962 à Winnipeg au Manitoba, est un écrivain canadien. 
La dizaine de romans qu’il a publiés, et vendus à plus d’un million d’exemplaires en langue anglaise, se déroulent tous dans l’univers malazéen qu’il a créé avec son ami de fouilles archéologiques Steven Erikson.

## Biographie
Ian C. Esslemont suit une formation d'archéologue, puis travaille plusieurs années dans ce métier aux côtés de Steven Erikson. Ensemble, ils s'inventent pendant une décennie tout l'univers de Malazan, sans écrire quoi que ce soit.
Steven Erikson écrit alors ses premiers tomes et, après plusieurs tentatives, réussit la publication du premier tome du Le Livre des Martyrs, Les Jardins de la Lune, en 2001. Dès que le succès vient, à partir du 3e tome, Ian C. Esslemont se lance aussi dans le monde de la littérature pour écrire dans ce même univers. Un accord tacite se met en place entre eux, chacun n'écrit que dans les continents, les époques et les personnages qu'il lui-même créés.
Ian C. Esslemont a beaucoup voyagé en Asie du Sud-Est et a vécu en Thaïlande et au Japon pendant plusieurs années. Il vit maintenant à Fairbanks en Alaska, avec sa femme et ses enfants.

## Œuvre

### Cycle malazéen

#### Romans de l'Empire Malazéen
1. (en) Night of Knives, 2005
2. (en) Return of the Crimson Guard, 2008
3. (en) Stonewielder, 2010
4. (en) Orb Sceptre Throne, 2012
5. (en) Blood and Bone, 2012
6. (en) Assail, 2014

### SérieLa Voie de l'Ascendance
1. La Complainte de Danseur, Leha, 2022 ((en) Dancer's Lament, 2016), trad. Erwan Devos et Hermine Hémon, 464 p.  (ISBN 978-2-493405-15-9)
2. Le Seuil de la Maison des Morts, Leha, 2023 ((en) Deadhouse Landing, 2017), trad. Erwan Devos et Hermine Hémon, 448 p.  (ISBN 978-2-493405-45-6)
3. La Quête de Kellanved, Leha, 2025 ((en) Kellanved's Reach, 2019), trad. Erwan Devos et Hermine Hémon, 384 p.  (ISBN 978-2-493405-92-0)
4. (en) Forge of the High Mage, 2023